# Lalith Athulathmudali
Lalith Athulathmudali (Lalith William Samarasekera Athulathmudali), né le 26 novembre 1936 à Colombo (Sri Lanka) et mort le 23 avril 1993 à Colombo est un homme politique sri-lankais, mort assassiné.

## Biographie

### Enfance,formation, juriste
Le père de Lalith Athulathmudali est membre du Conseil d'État de Ceylan. Lalith est élève au Collège St. John's Panadura et à l'école primaire royale puis, de 1948 à 1955, fait ses études secondaires au Collège royal de Colombo.
Il est étudiant en droit au Jesus College d'Oxford de 1955 à 1958 et obtient un bachelor of arts en 1958. Il poursuit ses études de troisième cycle à Oxford et réussit le bachelor of Civil Law (BCL). Son père meurt et il rentre au Sri-Lanka ; mais, en 1962,  grâce à une bourse, il entre à la Faculté de droit de Harvard (HLS) et obtient un  Master of Laws (LL.M.). 
De 1960 à 1962, il est professeur de droit à l' Université de Singapour, dans laquelle il est nommé doyen associé. De 1960 à 1964 il est professeur invité de diverses universités : Université hébraïque d'Israël, Université d'Edimbourg, Université d'Allahabad. De retour à Ceylan en 1964, il exerce la profession avocat et, de 1967 à 1974, il assure le cours de jurisprudence au Ceylon Law College.

### Carrière politique
Lalith Athulathmudali commence sa carrière politique en 1973. En 1977, membre du Parti national uni (UNP),  il est élu au parlement sri-lankais. Junius Richard Jayewardene le nomme ministre du Commerce puis, en 1978, ajoute le portefeuille supplémentaire du transport maritime, (ministre du commerce et de la navigation), fonction qu'il occupe jusqu'en 1984.
En 1984 il est nommé ministre de la Sécurité nationale et vice-ministre de la Défense.  Le  10 mai 1988 il annonce avoir signé un accord de paix entre le gouvernement et l'organisation ultra-nationaliste cinghalaise d'extrême-gauche JVP. Le JVP dément.  Toujours en 1988,  L'UNP lui préfère Ranasinghe Premadasa comme candidat à l'élection présidentielle. En 1989 Premadasa, élu président, maintient au gouvernement Lalith Athulathmudali et le nomme ministre de l'agriculture, de l'alimentation et des coopératives. Les deux hommes sont en conflit et Lalith Athulathmudali démissionne de son poste en 1991. Athulathmudali a et plusieurs députés de l'UNP présente une motion pour destituer Premadasa. Ils échouent.  Athulathmudali et Gamini Dissanayake forment un nouveau parti, le Front national uni démocratique.

### Assassinat et controverse
Athulathmudali est assassiné à Kirulapana, après un rassemblement électoral,  par un homme armé, le 23 avril 1993.
Des enquêtes conduites par la police du Sri Lanka et par Scotland Yard ont conclu, séparément, que l'assassinat avait été commis par un jeune tamoul nommé Appiah Balakrishnan alias Ragunathan, qui était affilié aux Le mouvement des Tigres de libération de l'Îlam Tamoul (LTTE). Ces résultats ont été contestés. Aussi, en 1995 la présidente Chandrika Bandaranaike Kumaratunga a nommé une commission présidentielle pour enquêter sur l'assassinat.  Le rapport de cette commission, du 7 octobre 1997, indiquent que l'ancien président Ranasinghe Premadasa et les membres des forces de sécurité proches de lui sont directement responsables du meurtre. L'affaire Lalith Athulathmudali reste un assassinat politique très controversé.
L'anniversaire de sa mort fait régulièrement l'objet d'hommages.